# Boliviana negra

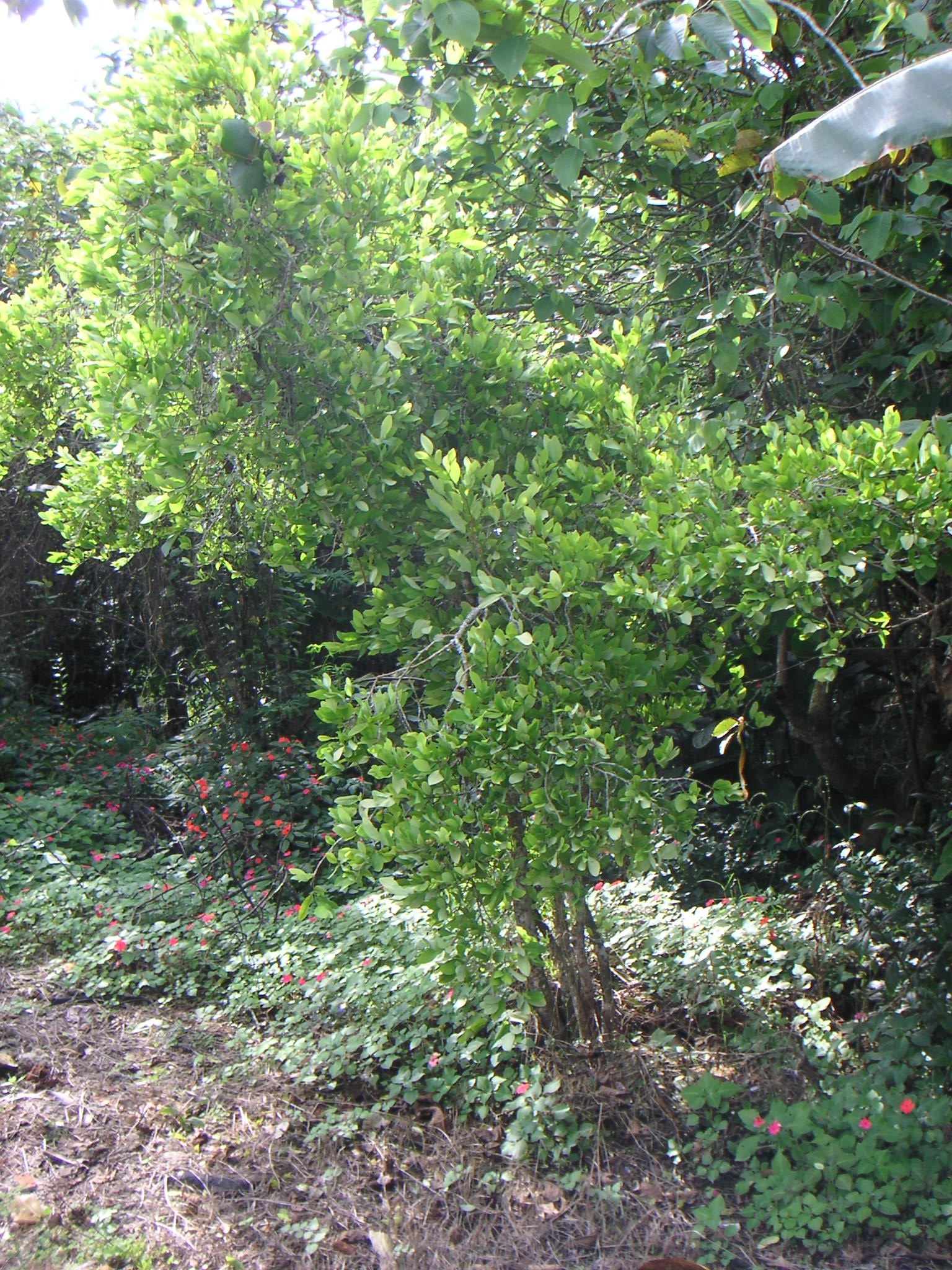
Arbre normal de coca.

La Boliviana negra ou Supercoca est une nouvelle variété de coca (Erythroxylum coca) résistante au glyphosate, substance active d'un herbicide connu commercialement sous le nom de Roundup.

## Épandage aérien
À la suite de l'utilisation massive et durable de l'herbicide Roundup (produit par Monsanto) dans l'importante campagne pour l'éradication de la coca en Colombie, campagne connue sous le nom Plan Colombie, une nouvelle souche de coca s'est développée en Amérique du sud.
L'épandage aérien d'herbicides est mené par les gouvernements de la Colombie et du Pérou avec le soutien financier de l'armée des États-Unis d'Amérique. 20 % des fonds du Plan Colombie servent à maintenir une flotte d'avions qui font des sorties quasi quotidiennes dans la campagne colombienne.
La pulvérisation de glyphosate servirait à la fois à renforcer la croissance de la Boliviana negra en éliminant les mauvaises herbes non résistantes qui l'entourent, et aurait eu aussi comme conséquence de créer des cultivars résistants au glyphosate.

## Résistance aux herbicides
La résistance aux herbicides de cette souche a au moins trois explications possibles : 
1. soit elle est apparue par hasard ;
2. soit elle est issue d'une sélection méthodique et durable de plants résistants au glyphosate, plants échangés ensuite par les cultivateurs de coca entre eux ;
3. soit par une modification génétique de cette plante, en laboratoire. Ce qui suppose l'intervention de généticiens compétents en matière de transgenèse.
En 1996, une variété OGM « Roundup Ready » brevetée de soja, résistant au glyphosate, a été commercialisée par la société Monsanto, ce qui prouve que cela est possible, et que des plants ou semences de coca aurait pu subir un traitement analogue.
Mais Joshua Davis[4] n'a trouvé aucune preuve de la présence de la protéine CP4 EPSPS, une protéine produite par le soja Roundup Ready, dans cette nouvelle variété de coca, ce qui suggère selon lui que Boliviana negra n'a pas été créée dans un laboratoire, mais résulte d'une sélection d'une mutation résistante (on a trouvé dans les champs d'autres espèces de végétaux rendus résistants au Roundup, probablement à la suite d'une exposition répétée à des traitements (sélection naturelle). La même méthode est employée pour obtenir des plantes non transgéniques résistantes à certains herbicides, comme pour un maïs devenu insensible à la cycloxydime.

## Popularité
La nouvelle souche est multipliée à l'aide de boutures : les cultivateurs prélèvent des tiges puis les vendent. Certains d'entre eux se feraient coloporteurs et diffuseraient plus largement cette sélection.
La popularité croissante de Boliviana negra parmi les cultivateurs pourrait avoir de graves répercussions sur la guerre américaine contre la drogue mais la question n'est guère soulevée tant les enjeux financiers sont importants pour les gouvernements bénéficiant de fonds provenant des États-Unis.
Paradoxalement, les cultivateurs, qui utilisent pourtant cette nouvelle souche, reçoivent le désherbage gratuitement de la part du gouvernement américain.